# Girls Like You
"Girls Like You"는 미국의 팝 록 밴드 마룬 5의 노래이다. 피쳐링에는 래퍼 카디 비가 참여했다. 빌보드 핫 100 1위를 했으며, 미국 음반 산업 협회(RIAA) 인증 플래티넘 등급을 받은 곡이다.

## 인증
| 국가                                                             | 인증             | 판매량/출하량 |
| ---------------------------------------------------------------- | ---------------- | ------------- |
| 오스트레일리아 (ARIA)                                            | 9× 플래티넘      | 630,000       |
| 벨기에 (BEA)                                                     | 골드             | 20,000        |
| 브라질 (Pro-Música Brasil)                                       | 3× 플래티넘      | 120,000       |
| 캐나다 (뮤직 캐나다)                                             | 9× 플래티넘      | 720,000       |
| 덴마크 (IFPI Danmark)                                            | 2× 플래티넘      | 180,000       |
| 프랑스 (SNEP)                                                    | 다이아몬드       | 333,333       |
| 독일 (BVMI)                                                      | 플래티넘         | 400,000       |
| 이탈리아 (FIMI)                                                  | 3× 플래티넘      | 150,000       |
| 멕시코 (AMPROFON)                                                | 2× 플래티넘+골드 | 150,000       |
| 뉴질랜드 (RMNZ)                                                  | 2× 플래티넘      | 60,000        |
| 폴란드 (ZPAV)                                                    | 다이아몬드       | 250,000       |
| 포르투갈 (AFP)                                                   | 3× 플래티넘      | 30,000        |
| 스페인 (PROMUSICAE)                                              | 2× 플래티넘      | 80,000        |
| 영국 (BPI)                                                       | 3× 플래티넘      | 1,800,000     |
| 미국 (RIAA)                                                      | 다이아몬드       | 10,000,000    |
| Streaming                                                        |                  |               |
| 스웨덴 (GLF)                                                     | 플래티넘         | 8,000,000     |
| 판매량+스트리밍을 기반으로 한 인증 · 스트리밍을 기반으로 한 인증 |                  |               |

## 같이 보기
- 유튜브 최다 조회수 영상 목록